# Рамон де ла Крус
Рамон Франсіско де ла Крус (ісп. Don Ramón de la Cruz Cano y Olmedilla; 1731—1794) — іспанський драматург.

## Творчість
Написав коротким, національним віршем близько 300 п'єс під назвою Caprichos dramáticos, tragedias burlescas і Sainetes, але видав з них лише третину. Найвдаліші — його «Sainetes», правдиво відображають життя середніх і нижчих класів міського населення столиці. Кращими з них вважаються «El casero burlado», «La comedia de Maravillas», «Las tertulias de Madrid», «La falsa devota», «El hambriento en Noche Buena», «El marido sofocado», «La Zara», «El Muñuelo» і особливо «Manolo» (тобто махо).